# Minde
Minde é uma vila portuguesa ribatejana, sede da freguesia de Minde do município de Alcanena, freguesia com 21,15 km² de área e 2908 habitantes (censo de 2021), tendo, assim, uma densidade populacional de 137,5 hab./km².
A povoação de Minde foi elevada à categoria de vila em 1963.
Da freguesia de Minde fazem parte, além da vila, as aldeias do Covão do Coelho e do Vale Alto, situando-se perto das localidades de Porto de Mós, Fátima, Batalha e Alcobaça.

## Falar minderico
A vila de Minde possui uma língua própria, designada de minderico, reconhecida internacionalmente pelo SIL International como língua individual, autónoma e viva. Esta língua foi desenvolvida pelos feirantes mindericos que, em tempos viajavam por todo o país, com o propósito principal de se entenderem de forma privada, impedindo outros indivíduos de perceber o que estes falavam e combinavam. Minde designa-se Ninhou na linguagem minderico.

## Demografia
Nota: Nos anos de 1864 a 1890 pertencia ao concelho de Porto de Mós. Pelo decreto lei de 07/09/1895 passou a fazer parte do concelho de Torres Novas. Pela lei nº 156, de 08/05/1914 passou a fazer parte do concelho de Alcanena. Pelo decreto nº 4149, de 26/04/1918, foram desanexados lugares desta freguesia para criar a freguesia de Serra de Santo António.
A população registada nos censos foi:
| Distribuição da População por Grupos Etários | Distribuição da População por Grupos Etários | Distribuição da População por Grupos Etários | Distribuição da População por Grupos Etários | Distribuição da População por Grupos Etários |
| -------------------------------------------- | -------------------------------------------- | -------------------------------------------- | -------------------------------------------- | -------------------------------------------- |
| Ano                                          | 0-14 Anos                                    | 15-24 Anos                                   | 25-64 Anos                                   | > 65 Anos                                    |
| 2001                                         | 528                                          | 478                                          | 1720                                         | 585                                          |
| 2011                                         | 474                                          | 338                                          | 1734                                         | 747                                          |
| 2021                                         | 341                                          | 300                                          | 1406                                         | 861                                          |

## História
O início da sua história como povoação documentalmente referenciada remonta a 1165 com o decreto do rei D. Afonso Henriques a instituir uma albergaria para apoio aos transeuntes na travessia das serras envolventes, hoje denominadas por Maciço Calcário Estremenho no Sistema Montejunto-Estrela.
Da Paróquia de Minde era donatária a Sereníssima Casa de Bragança.
Tendo pertencido inicialmente ao concelho de Porto de Mós, por extinção deste em 1892, passou a integrar o concelho de Torres Novas. Em 1914 é criado o concelho de Alcanena e Minde passa a estar integrado no mesmo.
Já contou com um hospício de frades arrábidos cuja denominação oficial era Hospício de Santa Ana dos Frades Arrábidos de Minde, mandado construir pessoalmente por D. João V em 1731, que acabaria por sofrer um "pavoroso incêndio" nas mãos de Fr. João do Chavinha, irmão do posterior proprietário do hospício (a partir de 1841) António Carreira Chavinha. Este ofício surge mencionado em vários atos administrativos de relevo nacional, como um alvará concedido e assinado por D. Maria I, concedendo ao convento religioso um número de bens essenciais à vida dos frades que nele viviam. É tido que toda esta documentação e qualquer espólio deste hospício foi perdida aquando do incêndio supramencionado. Deste hospício terão saído importantes clínicos, desembargadores, advogados e religiosos portugueses. Neste hospício também terá sido desenvolvida uma língua, denominada como Minderico, possivelmente para que pudessem dialogar normalmente sem pressões da Santa Inquisicão, essa que condenou inúmeros frades e padres portugueses advindos de Minde, sobretudo devido a blasfémias por estes alegadamente cometidas.  Do Hospício de Sant'Ana saíram importantes examinadores das ordens religiosas portuguesas e religiosos (mais notavelmente A Sua Excelência Reverendíssima D. Frei Silvestre de Maria Santíssima). 
O grande desenvolvimento da sua indústria têxtil nos anos que se seguiram à Segunda Guerra Mundial proporcionou-lhe a elevação à categoria de vila em 1963.

## Instituições
É de destacar o grande número de instituições existentes na vila, entre elas:
- Bombeiros Voluntários de Minde;
- Vitória Futebol Clube Mindense;
- Centro de Artes e Ofícios Roque Gameiro - CAORG;
- Sociedade Musical Mindense;
- Centro de Bem Estar Social de Minde;
- Casa do Povo de Minde (integra o Grupo de Teatro Boca de Cena, o Jazz Minde, o Media Minde / TV Minde e a Natura Minde);
- CIDLES - Centro Interdisciplinar de Documentação Linguística e Social;
- Agrupamento de Escuteiros de Minde;
- Sociedade Portuguesa de Espeleologia – Delegação de Minde;
- Casa da Memória Prof. Abílio Madeira Martins

## Património

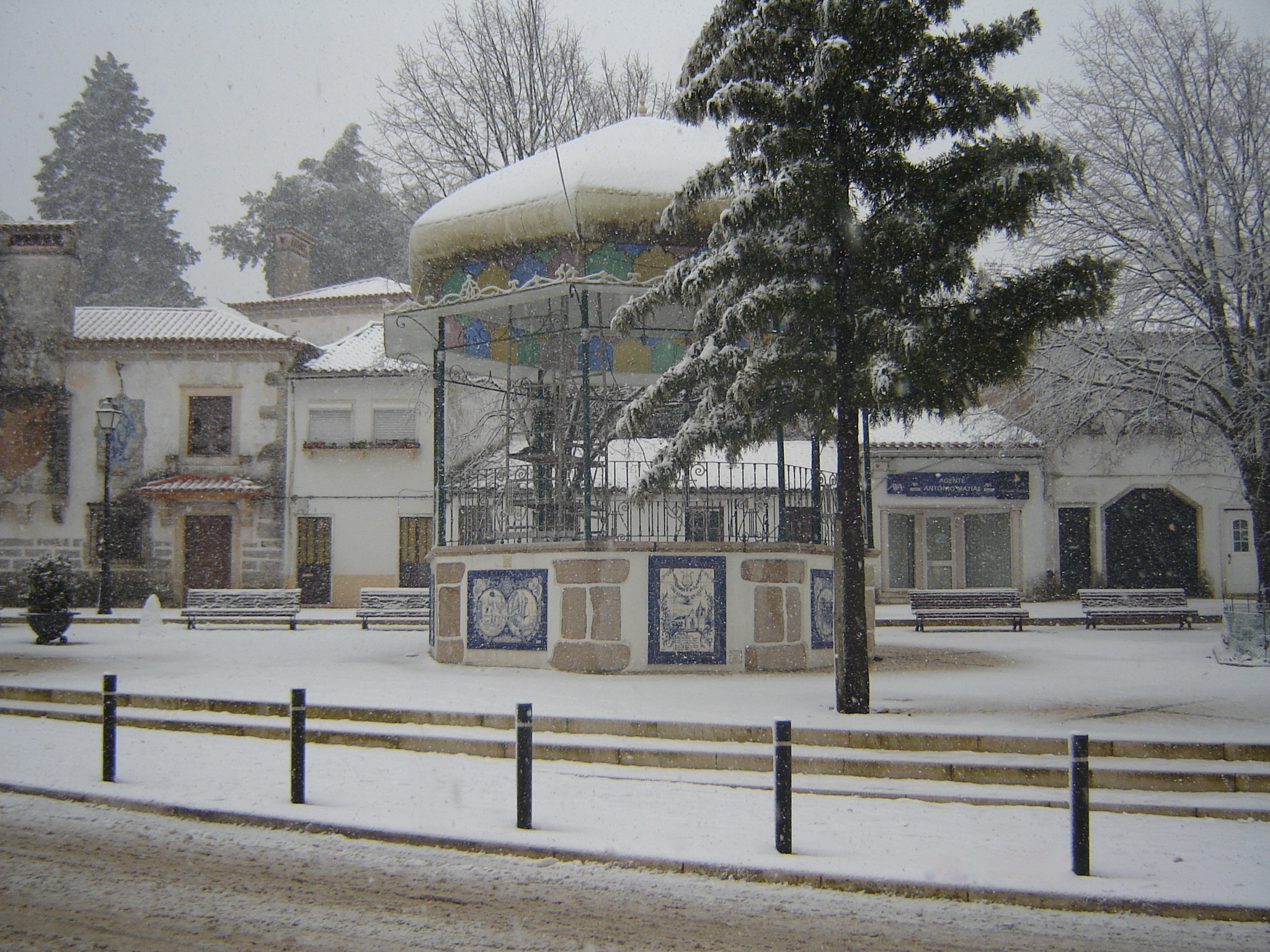
Coreto de Minde em dia de neve na Serra de Aire.

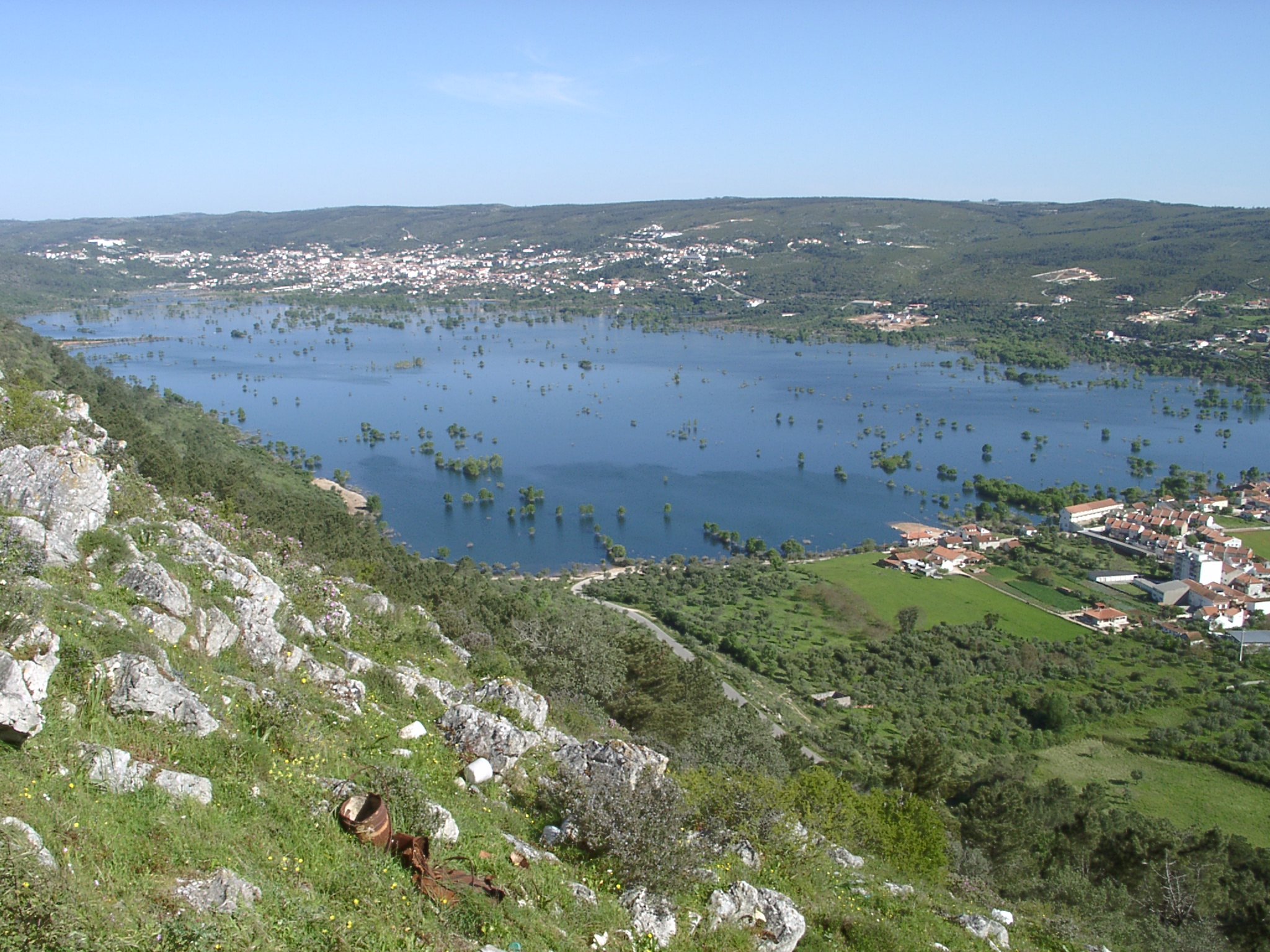
O chamado Mar de Minde, numa enchente de inverno.

- Igreja de Nossa Senhora da Assunção ou Igreja Matriz de Minde - com um bonito conjunto de azulejos dos séculos XVII e XVIII e rica talha dourada, considerada imóvel de interesse público (IIP)[12].
- Coreto de Minde;
- Pincha - depósito de material sedimentar que atesta a existência de um lago permanente no princípio da Era Quaternária.
- Polje de Minde - forma cársica que ocupa uma depressão fechada instalada na base de uma grande escarpa de falha de grande juventude. A erosão cársica foi afeiçoando estas formas. O lago permanente que aqui existiu, deu lugar a um lago temporário que inunda a parte mais baixa do polje em períodos de chuva mais prolongados e de maior quantidade. Sendo um dos poucos sítios Ramsar em Portugal [13];
- Minderico (variante linguística falada em Minde);

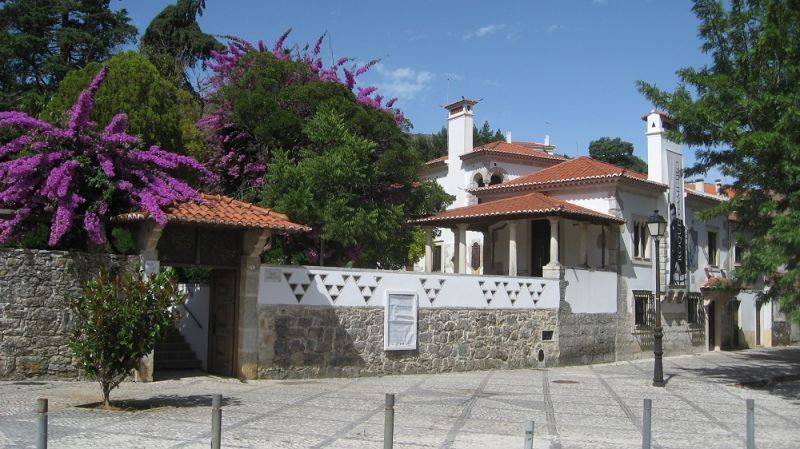
Museu de Aguarela Roque Gameiro, instalado no complexo "Casa Açores". Foi inaugurado em Novembro de 1970 por Sua Excelência O Presidente da República Almirante Américo Tomaz e O Secretário de Estado da Informação e do Turismo Comendador César Moreira Batista.

- Museu de Aguarela Roque Gameiro, instalado no complexo "Casa Açores". Foi inaugurado em Novembro de 1970 por Sua Excelência O Presidente da República Almirante Américo Tomaz e O Secretário de Estado da Informação e do Turismo Comendador César Moreira Batista.Museu de Aguarela Roque Gameiro instalado no complexo "Casa Açores", exemplar notável de arquitectura e jardins do princípio do século XX;
- Capela de São Sebastião, construída no reinado de Sua Majestade o Rei de Portugal Dom Duarte. A gravação "1680" presente numa das paredes da Capela presume-se referir-se a uma posterior renovação/ampliação.[14]

## Economia
Desde o início do século XX os habitantes desta vila tiveram como principais fontes de riqueza a agricultura e a indústria têxtil. Esta segunda foi caracterizada, principalmente na 1ª metade do século, pela fabricação de mantas, as famosas Açorianas, e respectiva venda em grande parte do país por feirantes Mindericos.
Na segunda metade do século a indústria têxtil minderica desenvolveu-se ao nível tecnológico na fabricação de malhas e fiação, o que lhe permitiu crescer tanto a nível populacional como da sua própria riqueza. Minde atingiu o seu pico produtivo no final da década de 80 do século XX.
Nos últimos 15 anos, em consequência da abertura dos mercados imposta pela OMC, a indústria têxtil tem vindo a perder dimensão ano após ano. No entanto, mantém-se ainda uma grande dependência da vila nessa actividade.

## Desporto
Em boa parte graças à sua bela paisagem, Minde é um lugar de excelência para a prática de diversos desportos de aventura.
- BTT: Pratica-se durante todo o ano. Pelos montes e vales no entorno de Minde existem trilhos e caminhos para todos os gostos e graus de dificuldade. Há bastantes adeptos da modalidade, encontrando-se sempre companhia para pedalar, sobretudo durante o fim-de-semana.

- Parapente: Pratica-se sobretudo no inverno, devido aos ventos vindos de leste e nordeste que predominam nessa época. A encosta de Minde é voltada para nordeste.

## Cultura

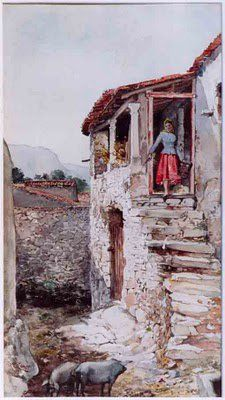
Casa Rústica, Minde, 1892. Pintado por Alfredo Roque Gameiro.

Minde é uma vila com forte atividade cultural. Existem associações culturais e recreativas para vários gostos. Música, teatro, dança, museus, entres outras atividades, para aprender ou desfrutar como simples espectador.
Eventos culturais anuais:
- Em maio, acontece o Jazz Minde, um festival internacional cuja 1ª edição foi realizada em 2005;
- Em setembro, acontece o Festival Materiais Diversos, rico em espectáculos de dança, teatro, música e atividades recreativas. Organizado pela associação cultural homónima, este festival conta com participações frequentes de artistas internacionais.

## Personalidades de relevo
- Adelaide Ferreira (cantora);
- Alfredo Roque Gameiro (pintor);
- Isaac Achega[15] (baterista);

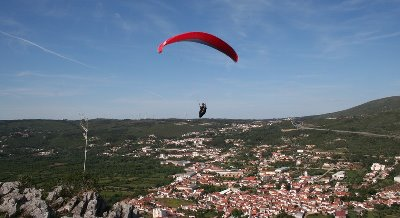
Parapente a voar sobre Minde

- Mila Ferreira (apresentadora de televisão e cantora);
- Tiago Guedes[16] (coreógrafo);
- Silvestre de Maria Santíssima (bispo de Cabo Verde);
- Natércia Maia (professora, cônjuge de Fernando Salgueiro Maia).